# Chōnindō
Le chōnindō (町人道, chōnin-dō) apparaît comme le mode de vie des chōnin (町人, « citadin, marchand, commerçant ») au cours de l'époque d'Edo du Japon. C'est une culture différente qui se fait jour dans des villes telles qu'Osaka, Kyoto et Edo. Elle encourage l'aspiration aux valeurs du bushido (voie du guerrier) — diligence, honnêteté, honneur, loyauté et frugalité — tout en mêlant des croyances shinto, néo-confucéennes et bouddhistes.
L'étude des mathématiques, de l'astronomie, de la cartographie, de l'ingénierie et de la médecine est aussi encouragée. L'accent est mis sur la qualité de la main-d'œuvre, en particulier dans les arts. Pour la première fois, la population urbaine a le temps et le loisir pour soutenir une nouvelle culture de masse. Sa quête de plaisir est connue sous le nom ukiyo (« monde flottant »), un monde idéal de la mode et du divertissement populaire.
Les artistes féminines professionnelles (geishas), la musique, les histoires populaires, le kabuki et le bunraku (« théâtre de marionnettes »), la poésie, une riche littérature et l'art, illustré par de belles gravures sur bois (connues sous le nom d’ukiyo-e), font tous partie de cette floraison de la culture. La littérature prospère également, avec par exemple Chikamatsu Monzaemon (1653-1724), dramaturge, et Matsuo Bashō (1644-1694), essayiste, poète haïku et écrivain voyageur.

## Source de la traduction
- (en) Cet article est partiellement ou en totalité issu de l’article de Wikipédia en anglais intitulé « Chōnindō » (voir la liste des auteurs).